# Rhopalomenia aglaopheniae
Rhopalomenia aglaopheniae is een Solenogastressoort uit de familie van de Rhopalomeniidae. De wetenschappelijke naam van de soort werd in 1887 voor het eerst geldig gepubliceerd door Kowalewsky & Marion.

## Beschrijving
Dit is een wormachtig weekdier uit de klasse Solenogasters. Deze soort wordt normaal gesproken opgerold gevonden rond de hoofdstam van de hydroïdpoliep Lytocarpia myriophyllum, die zelf beperkt is tot dieper water, lager dan 25 meter op beschutte maar door het getij overspoelde plaatsen.

## Verspreiding
Rhopalomenia aglaopheniae komt voor in de Noord-Atlantische Oceaan.